# Stenellipsis ochreoapicalis
Stenellipsis ochreoapicalis là một loài bọ cánh cứng trong họ Cerambycidae.